# Гасберген
Гасберген (нім. Hasbergen) — громада в Німеччині, розташована в землі Нижня Саксонія. Входить до складу району Оснабрюк.
Площа — 21,37 км2. Населення становить 11 024 ос. (станом на 31 грудня 2021).